# Campionati africani di lotta 2016
I campionati africani di lotta 2016 sono stati la 32ª edizione della manifestazione continentale organizzata dalla FILA. Si sono svolti dal 2 al 7 marzo 2016 ad Alessandria d'Egitto, in Egitto.

## Classifica squadre
| Pos. | Lotta libera maschile | Lotta libera maschile | Lotta libera femminile | Lotta libera femminile | Lotta greco-romana maschile | Lotta greco-romana maschile |
| Pos. | Squadra               | Punti                 | Squadra                | Punti                  | Squadra                     | Punti                       |
| ---- | --------------------- | --------------------- | ---------------------- | ---------------------- | --------------------------- | --------------------------- |
| 1    | Egitto                | 71                    | Egitto                 | 63                     | Egitto                      | 77                          |
| 2    | Algeria               | 49                    | Nigeria                | 63                     | Algeria                     | 63                          |
| 3    | Tunisia               | 44                    | Tunisia                | 54                     | Marocco                     | 62                          |
| 4    | Sudafrica             | 42                    | Camerun                | 46                     | Tunisia                     | 39                          |
| 5    | Marocco               | 41                    | Algeria                | 43                     | Sudafrica                   | 32                          |
| 6    | Senegal               | 36                    | Sudafrica              | 35                     | Namibia                     | 8                           |
| 7    | Guinea-Bissau         | 35                    | Senegal                | 35                     | Nigeria                     | 7                           |
| 8    | Nigeria               | 35                    | Ciad                   | 10                     |                             |                             |
| 9    | Ciad                  | 27                    | Costa d'Avorio         | 6                      |                             |                             |
| 10   | Namibia               | 14                    | Madagascar             | 4                      |                             |                             |
| 11   | Camerun               | 8                     |                        |                        |                             |                             |
| 12   | Rep. del Congo        | 7                     |                        |                        |                             |                             |
| 13   | Costa d'Avorio        | 6                     |                        |                        |                             |                             |
| 14   | Madagascar            | 6                     |                        |                        |                             |                             |

## Podi

### Uomini

#### Lotta libera
| Evento | Oro                           | Argento                   | Bronzo                      |
| 57 kg  | Adama Diatta                  | Ebikewenimo Welson        | Mohamed Ihab Maghwari Hegab |
| 57 kg  | Adama Diatta                  | Ebikewenimo Welson        | Abdelghani Benatallah       |
| 61 kg  | Mathlouthi Chedli             | Amar Chergui              | Amr Essam Ramadan           |
| 61 kg  | Mathlouthi Chedli             | Amar Chergui              | Sem Shilimela               |
| 65 kg  | Amas Daniel                   | Ibrahim Abdelhamid        | Mbunde Cumba                |
| 65 kg  | Amas Daniel                   | Ibrahim Abdelhamid        | Terry van Rensburg          |
| 70 kg  | Maher Ghanmi                  | Johannes Petrus Botha     | Ali Ragab                   |
| 70 kg  | Maher Ghanmi                  | Johannes Petrus Botha     | Nassrallah Lallouche        |
| 74 kg  | Augusto Midana                | Samy Hamdy Rabie Moustafa | Melvin Bibo                 |
| 74 kg  | Augusto Midana                | Samy Hamdy Rabie Moustafa | Wilhelm Meyer               |
| 86 kg  | Mohamed Saadaoui              | Mohamed Zaghloul          | Quintino Intipe             |
| 86 kg  | Mohamed Saadaoui              | Mohamed Zaghloul          | Mohamed Mostefaoui          |
| 97 kg  | Ali Hamdy Amin Rabei Mosutafa | Martin Erasmus            | Cedric Nyamsi Tchouga       |
| 97 kg  | Ali Hamdy Amin Rabei Mosutafa | Martin Erasmus            | Soso Tamarau                |
| 125 kg | Diaaeldin Kamal               | Slim Trabelsi             | Maurice Abatam              |
| 125 kg | Diaaeldin Kamal               | Slim Trabelsi             | Mohamed Bendjilalli         |

#### Lotta greco-romana
| Evento | Oro                     | Argento              | Bronzo            |
| 59 kg  | Rabie Hamed Ahmed       | Mouatez Djedaiet     | Fouad Fajari      |
| 66 kg  | Mohamed Ibrahim Elsayed | Tarek Benaissa       | Souleymen Nasr    |
| 71 kg  | Abou Halima             | Ahmed Samorah        | Akrem Boudjemline |
| 71 kg  | Abou Halima             | Ahmed Samorah        | Lukas Thomas      |
| 75 kg  | Mahmoud Fawzy           | Aziz Boualem         | Zander Geringer   |
| 80 kg  | Bachir Sid Azara        | Omar Khalied Ibrahim | Yassine Sardi     |
| 85 kg  | Adem Boudjemline        | Mohamed Missaoui     | Mohamed Metwally  |
| 98 kg  | Ahmed Othman            | Hamza Haloui         | Choucri Atafi     |
| 130 kg | Abdellatif Mohamed      | Radhouane Chebbi     | Ali Bouachioum    |

### Donne

#### Lotta libera
| Evento | Oro                | Argento               | Bronzo                 |
| 48 kg  | Rebecca Muambo     | Rosemary Nweke        | Hanene Salaounandji    |
| 53 kg  | Isabelle Sambou    | Mona El Basyo         | Maroi Mezien           |
| 55 kg  | Odunayo Adekuoroye | Rim Ayari             | Norma Gordon           |
| 55 kg  | Odunayo Adekuoroye | Rim Ayari             | Joseph Essombe         |
| 58 kg  | Marwa Amri         | Nwoye Ifeora          | Noura Hamed            |
| 60 kg  | Hela Riabi         | Amina Benabderrahmane | Jeanne-Marie Coetzer   |
| 60 kg  | Hela Riabi         | Amina Benabderrahmane | Haiat Farag            |
| 63 kg  | Aminat Adeniyi     | Amina Elsebaee        | Leanco Stans           |
| 63 kg  | Aminat Adeniyi     | Amina Elsebaee        | Syrine Issaoui         |
| 69 kg  | Blessing Oborududu | Rihem Ayari           | Nadia Ahmed            |
| 69 kg  | Blessing Oborududu | Rihem Ayari           | Blandine Metala Epanga |
| 75 kg  | Samar Amer         | Annabelle Ali         | Blessing Onyebuchi     |
| 75 kg  | Samar Amer         | Annabelle Ali         | Tassadit Amer          |

## Medagliere
La nazione ospitante è evidenziata.
| Pos.   | Paese         | Oro | Argento | Bronzo | Totale |
| ------ | ------------- | --- | ------- | ------ | ------ |
| 1      | Egitto        | 9   | 6       | 7      | 22     |
| 2      | Tunisia       | 5   | 5       | 3      | 13     |
| 3      | Nigeria       | 4   | 3       | 3      | 10     |
| 4      | Algeria       | 2   | 5       | 8      | 15     |
| 5      | Senegal       | 2   | 0       | 0      | 2      |
| 6      | Camerun       | 1   | 1       | 3      | 5      |
| 7      | Guinea-Bissau | 1   | 0       | 2      | 3      |
| 8      | Sudafrica     | 0   | 2       | 6      | 8      |
| 9      | Marocco       | 0   | 2       | 3      | 5      |
| 10     | Namibia       | 0   | 0       | 2      | 2      |
| 11     | Ciad          | 0   | 0       | 1      | 1      |
| Totale | Totale        | 24  | 24      | 38     | 86     |